# Passaggio
Le passaggio ou aperto-coperto est un terme italien signifiant « passage ». Il s'utilise essentiellement dans le chant classique — prioritairement « lyrique » et « opératique » — pour décrire la zone de transition intermédiaire précédant[pas clair] l'amorce des différents registres vocaux (en) existant physiologiquement dans l'émission de la voix humaine lorsqu'elle cherche à maximiser son amplitude sonore tout en préservant l'intégrité pérenne de l'appareil phonatoire. 
La répartition précitée se décline comme suit : 
1. « voix de poitrine » ou voce di petto qui correspond peu ou prou à la zone de confort propre à la voix parlée ;
2. voix intermédiaire ou médiane  ;
3. voix de tête (voce di testa) ou voix de fausset (falsetto).

L'école italienne de chant évoque un passaggio primo et un passaggio secondo  scindés par une zona di passaggio typique de la typologie phonatoire masculine  (surtout chez les ténors) ainsi qu'un passaggio primo et un secondo passaggio plus spécifiques à la physiologie laryngée des voix féminines.
L'objectif de tout aspirant chanteur vise à maintenir une émission en tout point égale de bas en haut de la tessiture (et vice versa) ainsi qu'un timbre vocal inaltéré au travers (et en dépit) de ces zones transitoires cruciales dont tout artiste lyrique accompli doit censément réussir à s'affranchir. 
Le précurseur de cette technique est indissolublement lié au ténor Gilbert Duprez qui a inauguré par ce biais en 1831 le premier contre-ut — do4 — de l'histoire émis non pas en « mixte appuyé » mais carrément à pleine voix di petto lors de la première reprise italienne de Guillaume Tell. 
Parmi les artistes de renom ayant depuis lors conféré leurs lettres de noblesse à cet art subtil de la transition quasi-imperceptible figurent notamment le ténor italien Luciano Pavarotti, la soprano allemande Elisabeth Schwarzkopf, la soprano italienne Mirella Freni, la soprano suédoise wagnérienne Birgit Nilsson, le baryton-basse belge José van Dam et le ténor suédois Nicolai Gedda.

## Sources
- (de)/(en) Cet article est partiellement ou en totalité issu des articles intitulés en allemand « Passaggio » (voir la liste des auteurs) et en anglais « Passaggio » (voir la liste des auteurs).